# L'era glaciale 2 - Il disgelo
L'era glaciale 2 - Il disgelo (Ice Age: The Meltdown) è un film d'animazione del 2006, diretto da Carlos Saldanha e prodotto dalla 20th Century Animation in collaborazione con i Blue Sky Studios.
La pellicola è il secondo film del franchise de L'era glaciale e sequel de L'era glaciale (2002). Ray Romano, John Leguizamo, Denis Leary e Chris Wedge riprendono i ruoli del primo film, mentre si aggiungono al cast Queen Latifah, Seann William Scott e Josh Peck.

## Trama
Dopo essere migrati a Sud, il mammut Manfred, il bradipo Sid, la tigre Diego e lo scoiattolo Scrat si sono stabiliti insieme ad altri animali in un'ampia valle circondata dal ghiaccio, dove Sid ha aperto un parco divertimenti per i cuccioli degli animali presenti. Il bradipo viene però puntualmente preso in giro da tutti i cuccioli che frequentano il parco, motivo per cui inizia a sentirsi inutile e trascurato. Nel parco si aggira anche Tony lo Svelto, un armadillo gigante che si guadagna da vivere facendo il venditore ambulante, che, rivolgendosi ai presenti in tono allarmistico, afferma che starebbe per verificarsi una grande inondazione che allagherà la valle e sarà il preludio della fine del mondo. Gli animali sono seriamente preoccupati, ma Manny li rassicura, dando a Tony del ciarlatano. Ne nasce una accesa discussione tra lui e gli altri animali, interrotta da Sid, che intanto si è arrampicato in un'alta parete ghiacciata dalla quale intende buttarsi giù per mettersi in mostra e dimostrare il suo coraggio. Dopo averlo fermato, Manny e Diego osservano le condizioni del ghiaccio che circonda la valle, constatando che in effetti si sta rapidamente sciogliendo. L'era glaciale sembra infatti essersi conclusa e il caldo che è subentrato sta sciogliendo i ghiacci: la valle in cui vivono gli animali è in realtà una conca, che rischia di essere riempita dall'acqua. 
Manny, Diego e Sid cercano di mettere in guardia gli altri animali dal pericolo, ma non vengono presi sul serio fino a quando un avvoltoio conferma la scoperta dei tre: l'unica speranza di sopravvivenza per gli animali è raggiungere una barca (un tronco cavo) situata nella parte opposta della conca, non nascondendo che spera nel loro fallimento così che lui e i suoi simili possano mangiarli. Gli animali si mettono immediatamente in marcia verso la barca, avendo a disposizione solo tre giorni di tempo prima che la diga ceda e l'acqua sommerga l'intera valle, tutti meno Scrat che, nella sua perenne sfortuna, si ritrova a inseguire la sua ghianda per tutto il parco e su un nido degli avvoltoi.
Durante il viaggio, il trio incontra una mammut femmina, Ellie. Manny scopre così di non essere l'ultimo esemplare della sua specie, come tutti credevano e gli rinfacciavano continuamente, e per questo si rallegra, anche se poi rimane stupefatto quando nota che Ellie è fermamente convinta di essere un opossum e si comporta come tale. La mammut, che viaggia insieme ai suoi fratelli Eddie e Crash, due giovani opossum dispettosi e burloni, accetta di unirsi al gruppo di Manny, Diego e Sid su richiesta di quest'ultimo, che vuole avvicinare i due mammut, consapevole del fatto che insieme potrebbero salvare la loro specie.
Attraversando una superficie ghiacciata poco stabile a causa del caldo, il gruppo si imbatte in Tornado e Cretaceo, due terribili rettili marini appena liberatisi dal ghiaccio nel quale erano rimasti ibernati, i quali attaccano il gruppo ma vengono messi in fuga da Manny. Durante lo scontro, viene alla luce la più grande paura di Diego: l'acqua. Nonostante la tigre rifiuti di considerarsi "preda" dell'acqua, Sid lo aiuta incoraggiandolo e spiegandogli come nuotare.
Il viaggio prosegue e il gruppo sosta presso un luogo in cui Ellie ricorda di essere già stata. La mammut ricorda così la sua storia: rimasta orfana dei genitori quando era ancora piccola, Ellie aveva incontrato sotto un salice situato in quel luogo la madre di Eddie e Crash, che l'aveva adottata. Questo spiega come mai Ellie si crede un opossum: avendo sempre vissuto tra gli opossum, non ha mai avuto modo di capire di essere un mammut. Manny approccia Ellie in modo goffo, tentando di spiegarle che, essendo probabilmente gli ultimi due mammut rimasti sulla Terra, hanno il dovere di accoppiarsi per salvare la propria specie, ma Ellie non apprezza queste parole e si allontana arrabbiata. Il gruppo prosegue il cammino anche di notte, ma senza rendersene conto si ritrova su un gruppo di rocce pericolanti circondate da un profondo precipizio, inizialmente nascosto dalla nebbia. Per non litigare e rischiare di precipitare, Manny ed Ellie si riconciliano e collaborano per salvare il gruppo.
Cala la notte, durante la quale Sid viene rapito da un gruppo di piccoli bradipi data la sua maestria con le pietre focaie, definendolo il "re fuoco", rallegrandolo per l'idea di essere voluto da qualcuno, finché i bradipi non intendono sacrificarlo in un vulcano per chiedere alle divinità di fermare il disgelo, ma Sid riesce fortuitamente a salvarsi e tornare dagli amici. In vista della barca, posta in cima ad una collina, Manny, Eddie, Sid, Diego, Crash e Ellie devono superare una zona piena di geyser che esplodono di continuo. Manny vorrebbe attraversarla per non perdere tempo, mentre Ellie preferirebbe aggirarla per non rischiare la vita: i due, dopo un’accesa discussione, prendono strade diverse e il gruppo si divide. Manny, Sid e Diego riescono a superare i geyser e iniziano a cercare Ellie, chiedendo informazioni agli altri animali che nel frattempo stanno salendo sulla barca, ma la mammut, insieme a Crash e Eddie, è rimasta intrappolata in una grotta.
Le pareti di ghiaccio della conca iniziano a cedere e l'acqua comincia ad invadere la valle: mentre gli animali si affrettano a salire sulla barca, Eddie e Crash riescono a uscire dalla grotta e raggiungono Manny, chiedendogli aiuto e portandolo da Ellie. Mentre Manny cerca con l'ausilio di un tronco di liberare l'ingresso della grotta, l'acqua ha ormai raggiunto il luogo: Crash, Eddie e Sid si trovano in pericolo sui rami di un arbusto in procinto di essere sommerso, ma Diego riesce a superare la sua paura dell'acqua e porta in salvo il bradipo e gli opossum. Nel frattempo Tornado e Cretaceo raggiungono la grotta, ormai completamente sommersa, in cerca di prede, ed attaccano Manny, che però riesce a sconfiggerli facendosi caricare e spostandosi all'ultimo momento, in modo che i due rettili colpiscano il tronco incastrato nell'ingresso della caverna: in questo modo i macigni che bloccavano l'ingresso cadono su di loro e li schiacciano.
Ellie e Manny si salvano e il gruppo si riunisce al completo, ma si ritrova circondato dall'acqua in cima ad una collina. Scrat, intanto, galleggiando sul nido dove era finita la ghianda, la usa per scalare una parete ghiacciata e mettersi in salvo. Senza volerlo, tuttavia, crea una lunga spaccatura nella parete, che si apre in due: l'acqua che aveva allagato la valle vi defluisce e lo scoiattolo viene trascinato via dalla corrente. Manny, Ellie, Diego, Sid, Eddie e Crash si salvano appena in tempo, così come gli altri animali saliti sulla barca, e la situazione ritorna alla normalità; anche i mini-bradipi si sono salvati e, ritenendo Sid il motivo del deflusso dell'acqua, gli chiedono di unirsi alla loro tribù, ma Diego respinge la richiesta, spiegando come il bradipo sia la forza che tiene unito il suo gruppo di amici. Sotto lo sguardo sorpreso di tutti i presenti, compare anche un grande branco di mammut dietro la parete apertasi: la specie di Manny ed Ellie non è dunque estinta come tutti pensavano. Manny, incoraggiato da Diego e Sid, dichiara il suo amore ad Ellie, spiegando che i due non sono obbligati a stare insieme, ma è semplicemente ciò che entrambi vogliono: a questo punto la mammut lo accetta. Manny ed Ellie poi non si uniscono ai loro simili, preferendo rimanere insieme a Sid, Diego, Crash e Eddie, ai quali si ricongiungono.
Nella scena finale del film, Scrat si ritrova nel paradiso degli scoiattoli, dove sono presenti ghiande in abbondanza più una gigantesca. Ma Sid, dopo aver ritrovato il corpo, lo rianima con la respirazione artificiale, e Scrat viene brutalmente espulso dal Paradiso e si risveglia. Furibondo, Scrat scatena la sua rabbia contro Sid.

## Personaggi
- Manny è un burbero e scontroso mammut che ha però un cuore d'oro: il suo malanimo è dettato dal fatto che la sua famiglia è stata uccisa dagli uomini in una battuta di caccia e dal fatto che tutti gli fanno credere di essere l'ultimo membro della sua specie. Alla fine lui ed Ellie diventano compagni per la vita.
- Sid è il membro fondatore del branco. È un Megalonyx (bradipo) imbranato e chiacchierone, ma buono e molto leale. È l'unico del branco capace di accendere un fuoco. In questo film è venerato da una tribù di piccoli bradipi come Re Fuoco e aiuta Diego a superare la sua paura dell'acqua.
- Diego è una tigre dai denti a sciabola; all'inizio scontroso e diffidente, cercava con il suo branco di catturare il bambino salvato e preso in custodia da Manny e Sid, per poi divenirne gradualmente grande amico. Ha una naturale fobia dell'acqua che supera quando decide di salvare i suoi amici.
- Scrat è uno scoiattolo che tenta con tutte le sue forze di portare al sicuro la sua ghianda, a cui è molto affezionato, ma non ci riesce mai a causa di spiacievoli inconvenienti che lo fanno finire quasi sempre in situazioni molto brutte.
- Crash e Eddie sono due fratelli opossum; simpatici e burloni, i due sono inseparabili e si divertono, con dispetti e battute di spirito, a far arrabbiare Sid, Diego e Manny.
- Ellie è una mammut femmina che però crede di essere un opossum (e si comporta come se lo fosse): Manny dovrà faticare parecchio per convincerla di essere una mammut.
- Tony "lo Svelto" è un armadillo gigante che tenta sempre di truffare gli altri animali vendendo improbabili congegni, per esempio una semplice cannuccia per respirare sott'acqua che viene spacciata come strumento per affrontare e sopravvivere allo scioglimento dei ghiacci e alla conseguente inondazione. Il suo lato buono è che è sempre ottimista. Alla fine anche lui si salverà dall'inondazione.
- Tornado e Cretaceo: gli antagonisti principali del film. Sono due malvagi rettili marini ibernati risvegliati dal disgelo, che mangiano Stu, l'assistente di Tony lo Svelto, e poi cercano più volte di mangiarsi il gruppo dei protagonisti, ma vengono sempre sconfitti da Manny.
- Gli avvoltoi: gli antagonisti secondari del film. Soprannominati "uccelli del malaugurio" da Manny, sono uno stormo di avvoltoi che, mentre il loro capo si prende la premura di avvertire gli animali dell'imminente disastro, si impegnano a celebrare le virtù del cibo che potrebbero ricavare dalle carcasse degli animali morti.
- I piranha: gli antagonisti terziari del film. Cercheranno di mangiarsi Scrat, il quale si vendica dopo che gli rubano la ghianda e alla fine li mette a tappeto con delle mosse di karate, sconfiggendoli.

## Distribuzione

### Doppiaggio italiano
Leo Gullotta, Claudio Bisio e Pino Insegno hanno ripreso i loro rispettivi ruoli di Manny, Sid e Diego e riprende la direzione Marco Guadagno. Si aggiungono Roberta Lanfranchi, Francesco Pezzulli e Lee Ryan, rispettivamente nei ruoli di Ellie e di Crash ed Eddie. Il film è uscito in America il 31 marzo 2006, mentre in Italia il 21 aprile dello stesso anno.

## Accoglienza

### Incassi
Il film ha superato le aspettative aprendo con $ 68.033.544 nel suo primo fine settimana. Questa è stata la seconda più grande apertura per un'uscita non estiva e non festiva, dopo gli 83.848.082 dollari di La passione di Cristo. Ma il record per il fine settimana con il maggior incasso di marzo è durato solo un anno, a causa del fine settimana di $ 70.885.301 di 300. Il film ha incassato un totale di $ 195.330.621 ai botteghini statunitensi e canadesi, diventando così il primo film nel 2006 a superare la soglia dei $ 100 milioni. Il film ha incassato $ 660.940.780 in tutto il mondo, superando gli incassi del suo predecessore; lo stesso accade anche in Italia dove secondo il film d'animazione incassa nelle sale circa 18614284 €, più del doppio del primo film.

### Critica
Rotten Tomatoes ha assegnato al film il 56% delle recensioni positive. La dichiarazione di consenso recita: "Nonostante la sua animazione impressionante e le buffonate esilaranti dello scoiattolo dai denti a sciabola Scrat, L'era glaciale 2 non è all'altezza dal punto di vista narrativo". Un altro aggregatore di recensioni, Metacritic, ha calcolato un punteggio di 58/100, collocandolo nella fascia alta della categoria "recensioni miste o medie" del sito.
Neil Smith, scrivendo per la BBC, ha assegnato al film quattro stelle su cinque, dichiarandolo "un miglioramento dell'originale" e lodando la maggiore attenzione del film su Scrat e sui suoi temi ambientalisti. Caroline Westbrook, della rivista Empire, ha dato al film tre stelle su cinque, dichiarando che aveva "molte risate", ma criticando la sua trama come mal messa insieme. Roger Ebert ha assegnato al film due stelle e mezzo su quattro, affermando che "il primo film dell'era glaciale ha più o meno esaurito questi personaggi e il loro mondo, e il disgelo non aggiunge molto". Kimberly Jones, del The Austin Chronicle, ha dato al film due stelle su cinque, definendolo una "somiglianza annacquata" del primo film che mancava della sua "genialità" e criticando il suo terzo atto come "troppo spaventoso".

## Riconoscimenti
- 2007 - Golden Reel Award
  - Nomination Miglior montaggio sonoro (Effetti sonori, dialoghi e ADR) a Randy Thom, Douglas Murray, Sue Fox, Gwendolyn Yates Whittle, Tom Carlson, Al Nelson, David C. Hughes, Christopher Scarabosio, Will Files, Samuel H. Hinckley, Marshall Winn, Stuart McCowan, Jana Vance, Ellen Heuer e Dennie Thorpe
- 2006 - Satellite Award
  - Nomination Miglior film d'animazione o a tecnica mista
- 2007 - ASCAP Award
  - Film al Top del Box Office a John Powell
- 2007 - Annie Award
  - Nomination Miglior regia a Carlos Saldanha
  - Nomination Migliori effetti animati a John David Thornton
  - Nomination Miglior character design a Peter DeSève
  - Nomination Miglior colonna sonora a John Powell
  - Nomination Miglior storyboarding a William H. Frake III
- 2006 - BET Awards
  - Nomination Miglior attrice protagonista a Queen Latifah

- 2006 - Artios Award
  - Nomination Miglior casting per un film d'animazione a Christian Kaplan
- 2006 - Environmental Media Awards
  - Miglior film
- 2006 - Kids' Choice Award
  - Miglior doppiaggio a Queen Latifah
  - Nomination Miglior film d'animazione
- 2007 - People's Choice Awards
  - Nomination Film per famiglie preferito
- 2006 - Golden Screen
  - Golden Screen
- 2007 - MTV Movie Awards, Russia
  - Miglior film d'animazione
- 2006 - NRJ Ciné Awards
  - Miglior look a Élie Semoun
- 2006 - PGA Awards
  - Nomination Miglior produttore a Lori Forte
- 2006 - World Soundtrack Awards
  - Nomination Compositore dell'anno a John Powell
- 2006 - Leggio d'oro
  - Miglior voce cartoon a Claudio Bisio e Roberta Lanfranchi

## Inesattezze storiche
Anche in questo film la maggior parte degli animali apparsi viveva in un periodo o un luogo diverso da quelli del film.
Per esempio, Tony lo svelto è un armadillo gigante, animale tuttora vivente in Sudamerica. Il gastornis, uccello simile a uno struzzo, è invece vissuto circa 50 milioni di anni fa. Il platybelodon, elefante preistorico, viveva in Asia 15-10 milioni di anni fa. Il baptornis era un uccello contemporaneo ai dinosauri, vissuto circa 85-80 milioni di anni fa. Appaiono anche alcuni piranha, che sono sudamericani, e i mini-bradipi, endemici delle isole del Centro America. Ci sono anche creature inventate, le talpe-riccio ("molehog").
Per quanto riguarda gli errori sull'aspetto degli animali, i castori e i cervi di questo film presentano un corno, rispettivamente sulla testa e sul muso. Gli opossum, invece, hanno una colorazione striata marrone e beige anziché tutta grigia.